# نیروهای حمله هوایی اوکراین
نیروهای حمله هوایی اوکراین (انگلیسی: Ukrainian Air Assault Forces) نیروهای یورش هوایی اوکراین یا نیروهای هوابرد اوکراین نیروی یورش هوایی زیرمجموعه نیروهای مسلح اوکراین است، که در سال ۱۹۹۲ تأسیس شد.
پس از فروپاشی اتحاد جماهیر شوروی در سال ۱۹۹۱، چندین واحد مستقر در اوکراین از نیروهای هوابرد شوروی جذب نیروی زمینی تازه تأسیس اوکراین شدند و تا سال ۲۰۱۶ در آنجا باقی ماندند، زمانی که از آنها جدا شدند و به یکی از پنج شاخه نیروهای مسلح اوکراین تبدیل شدند. نیروهای حمله هوایی در آمادگی رزمی مداوم هستند. آنها شاخه با تحرک بالای ارتش هستند که مسئول یورش هوایی، عملیات هوابرد و عملیات چتربازی نظامی می‌باشند. قبل از جنگ روسیه و اوکراین، آنها همچنین نیروهای اصلی اعزامی اوکراین به ماموریت‌های حفظ صلح در سراسر جهان بودند. اعضای این نیرو از نخبگان نیروهای مسلح اوکراین محسوب می‌شوند.